# Stopptrick
Beim Stopptrick handelt es sich um einen einfachen, bereits vor 1900 entwickelten Filmtrick.
Eine Einstellung wird aufgenommen, dann wird die Kamera gestoppt. Es wird nun irgendetwas im Bild verändert, zum Beispiel ein Gegenstand entfernt oder hinzugefügt. Dann wird die Aufnahme fortgesetzt.
Bei der Projektion des Films (beziehungsweise der Wiedergabe der Aufzeichnung) erscheinen die beiden Einstellungen als eine einzige, bei der aber plötzlich ein Gegenstand verschwindet oder erscheint. Man kann also mit Hilfe dieses Tricks Gegenstände oder Personen plötzlich auftauchen oder verschwinden lassen. Dabei muss die Kamera auf einem Stativ fixiert sein, um die Deckungsgleichheit des restlichen Bildes zu gewährleisten. Das Licht darf nicht verändert werden.
Die Erfindung des Stopptricks und seine Abwandlung Stop-Motion ist oft Georges Méliès zugeschrieben worden. Tatsächlich nutzte Alfred Clark sie 1895 in seinem Historienfilm The Execution of Mary Stuart erstmals. In diesem Film wurde die Kamera gestoppt, als der Henker das Enthauptungsbeil ganz oben hatte. Der Darsteller des Henkers bewahrte diese Körperhaltung, während Robert Thomae, der Maria Stuart spielte, gegen eine Puppe ausgetauscht wurde (in der Fachsprache „Szene halten“). Dann lief die Kamera wieder; der Henker ließ das Beil fallen und trennte den (Puppen)kopf ab, der spektakulär nach unten purzelte. Durch den Filmschnitt (Beil anheben, Beil oben / Beil oben, Beil fällen) entsteht der Eindruck, das Beil sei nur einen Augenblick oben gewesen und der Darsteller der Maria Stuart wäre tatsächlich enthauptet worden. 
Dieser Take gilt bis heute als „Mutter“ aller Tricktechnik.
In der US-Fernsehserie Bezaubernde Jeannie (1965–1970) wurde der Trick exzessiv eingesetzt, stets begleitet von einem nachvertonten, sprungfederartigen Geräusch, um Jeannies Zauberei lautmalerisch darzustellen (→ Leitmotiv-Technik).
Eine Weiterentwicklung des Stopptricks ist die Stop-Motion-Filmtechnik, mit der ganze Sequenzen und ganze Filme produziert werden können.